# خليج ألباي
خليج ألباي هو خليجٌ كبيرٌ يقع في شبه جزيرة بيكول [الإنجليزية] بجزيرة لوزون في الفلبين.

## مشاهدة القرش الحوتي
كان خليج ألباي أحد الأماكن السياحية في المقاطعة بسبب المشاهدات المتكررة لأسماك القرش الحوتي في المناطق الساحلية، والذي يعرف باسم بوتاندينغ (butanding) باللهجة المحلية. اتخذت الحكومة إجراءاتٍ تطلب من القطاعات المعنية اختبار ما إذا كان عدد العوالق، وهو مصدر الغذاء الأساسي لأسماك القرش الحوتي، كافيًا لإعاشة هذا النوع. شوهدت أسماك القرش الحوتي في عام 1997 في بلدة دونسول في سوروسوغون. أدى وجودها إلى حصول البلدة على لقب عاصمة أسماك القرش الحوتي في العالم.